# Варжен (Санта-Катарина)
Варжен (порт. Vargem)  —  муниципалитет в Бразилии, входит в штат Санта-Катарина. Составная часть мезорегиона Серрана. Входит в экономико-статистический  микрорегион Куритибанус. Население составляет 3194 человека на 2006 год. Занимает площадь 350,124 км². Плотность населения — 9,1 чел./км².

## История
Город основан 12 декабря 1991 года.

## Статистика
- Валовой внутренний продукт на 2003 составляет 23.475.971,00 реалов (данные: Бразильский институт географии и статистики).
- Валовой внутренний продукт на душу населения на 2003 составляет 7.317,95 реалов (данные: Бразильский институт географии и статистики).
- Индекс развития человеческого потенциала на 2000 составляет 0,768 (данные: Программа развития ООН).